# Adolphe Decroix
Pour les articles homonymes, voir Decroix.
Adolphe Decroix est un homme politique français né le 7 mai 1810 à Nogent-le-Rotrou, et mort le 29 décembre 1894 à Legé. Il devient sénateur en 1886, et décède en cours de mandat.

## Biographie
Riche industriel et propriétaire terrien, notamment du château du Perray à Saint-Mars-du-Désert, conseiller général pour le canton de Ligné depuis 1852, Adolphe Decroix est sénateur de la Loire-Atlantique de 1888 à 1894, élu par les monarchistes. Il siège à droite, est membre de plusieurs commissions et s'occupe surtout des questions locales de son département. Il est rapporteur des plusieurs lois d'intérêt local et s'occupe plus particulièrement des questions les travaux d'amélioration du port de Saint-Nazaire (1889) ou des échanges de terrains entre l'État et la Compagnie locale du gaz à Port-Louis (Morbihan).
Il vote contre les divers ministères de gauche, contre la loi militaire, contre le rétablissement du scrutin d'arrondissement (13 février 1889), contre le projet de loi Lisbonne restrictif de la liberté de la presse et contre la procédure à suivre devant le Sénat pour juger les attentats contre la sûreté de l'État (affaire du général Boulanger).
Beau-frère du dominicain Pierre Réquédat (1819-1840), il est le beau-père d'Édouard Bureau.
Il est mort en cours de législature, le 29 décembre 1894.

## Sources
- « Adolphe Decroix », dans Adolphe Robert et Gaston Cougny, Dictionnaire des parlementaires français, Edgar Bourloton, 1889-1891 [détail de l’édition]
- Émilien Maillard, Nantes et le département au XIXe siècle : littérateurs, savants, musiciens, & hommes distingués, 1891.